# Lunalilo

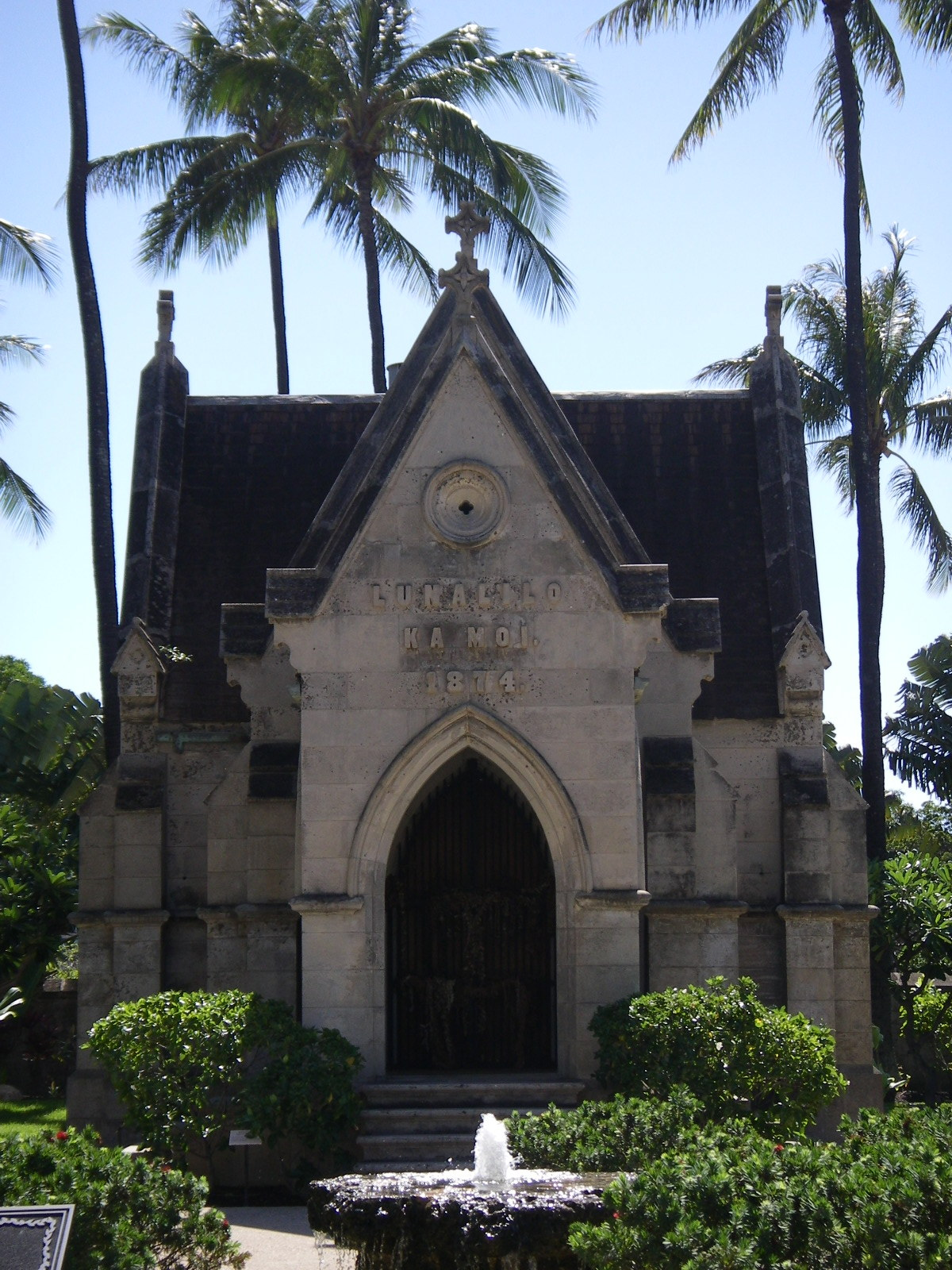
Tumba del rey Lunalilo en Honolulu.

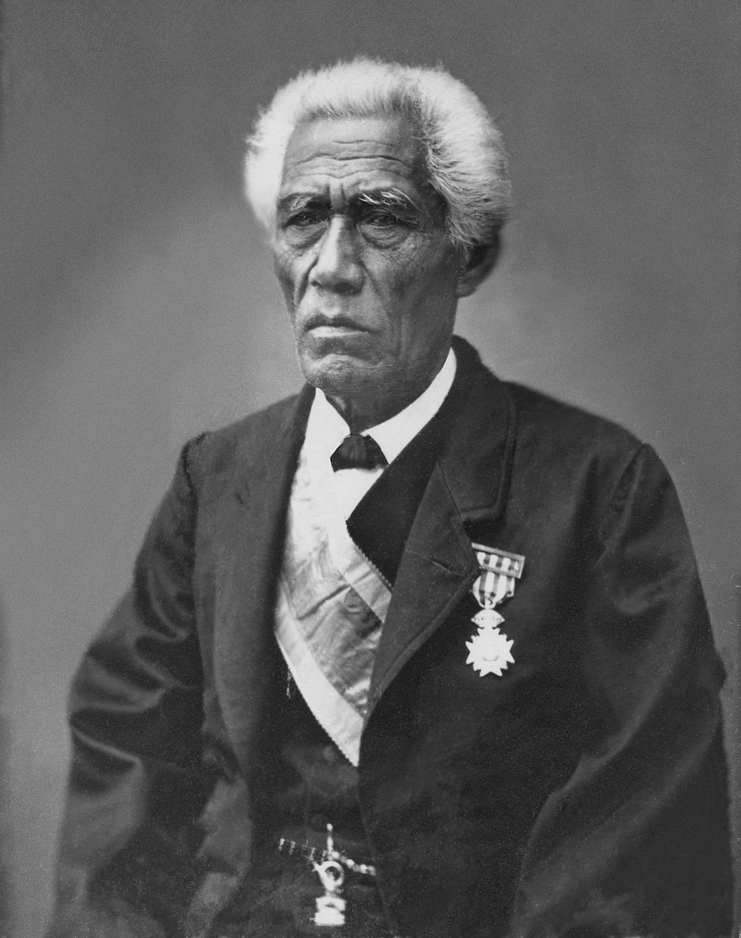
Gran Jefe Charles Kanaʻina, padre del rey Lunalilo.

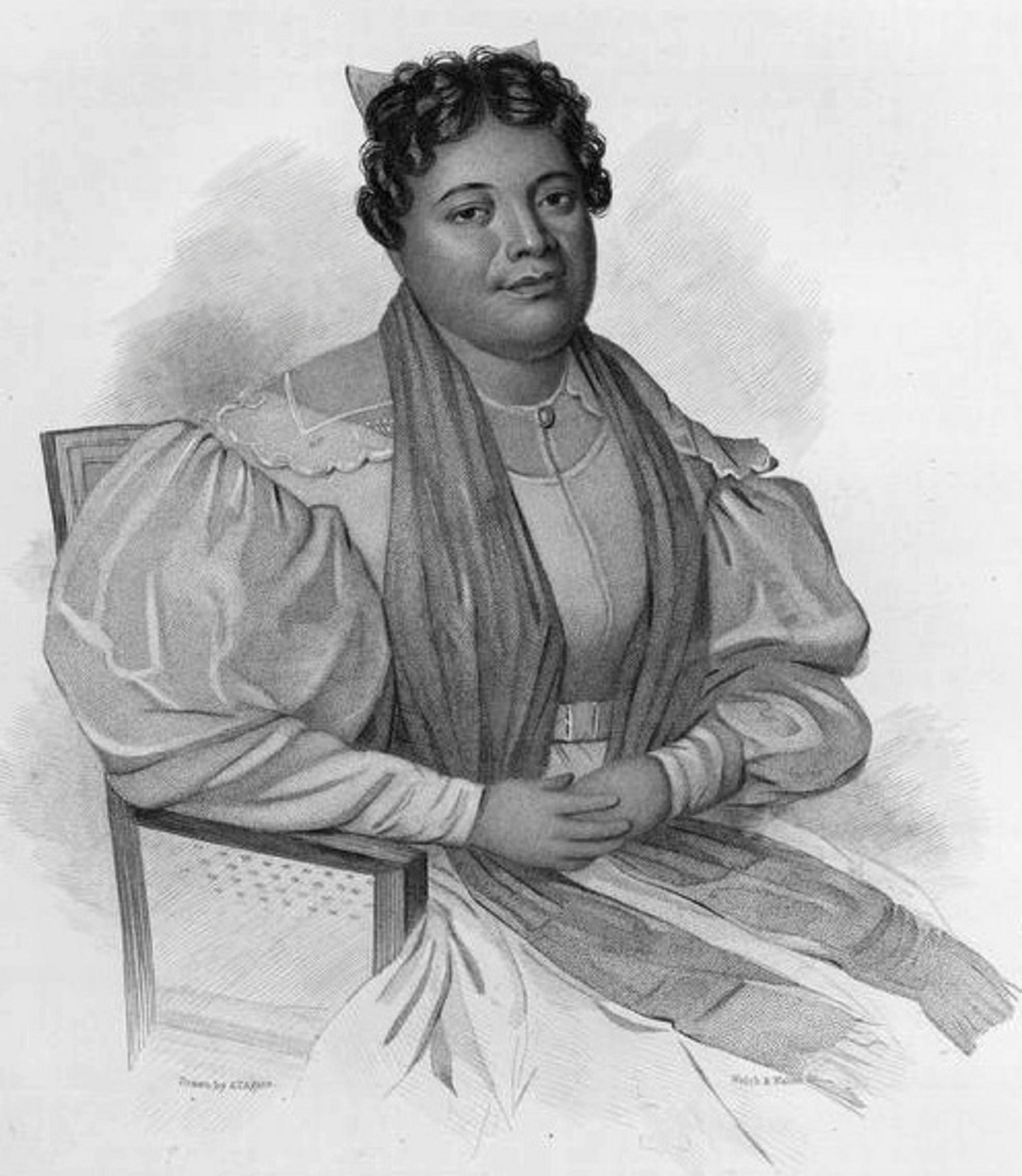
Gran Jefa Miriam Auhea Kekāuluohi, madre del rey Lunalilo.

Lunalilo — nacido William Charles Lunalilo (31 de enero de 1835 - 3 de febrero de 1874) — fue Rey de Hawái desde el 8 de enero de 1873 hasta el 3 de febrero de 1874.

## Comienzo de su vida
William Charles Lunalilo nació el 31 de enero de 1835 en un área conocida como Pohukaina, ahora parte de Honolulu. Su madre fue la Gran Jefa Miriam Auhea Kekāuluohi (llamada posteriormente Kaʻahumanu III), y su padre fue el Gran Jefe Charles Kanaʻina. Fue sobrino nieto del rey Kamehameha I. Era primo hermano de los reyes Kamehameha IV, Kamehameha V, y de la princesa Victoria Kamāmalu (llamada posteriormente Kaʻahumanu IV). 
Su nombre se traduce al castellano como Luna (Alto) y Lilo (Perdido), o tan elevado que se pierde de la vista en hawaiano.
Al igual que muchos monarcas hawaianos, Lunalilo fue compositor musical. Compuso el primer himno nacional hawaiano (E Ola Ke Aliʻi Ke Akua), que era una adaptación al hawaiano del God save the King. Dicho himno fue compuesto en 15 minutos, en el marco de un concurso organizado por el editor Henry Whitney en 1862, con ocasión del cumpleaños del entonces rey Kamehameha IV. Lunalilo ganó dicho concurso, siendo recompensado con diez dólares.
Estuvo prometido en su juventud con la princesa Victoria Kamāmalu, aunque ninguno de ambos contrajo nunca matrimonio.

## Elección de 1872
El rey Kamehameha V, último monarca de la Casa de Kamehameha, falleció el 11 de diciembre de 1872 sin nombrar sucesor alguno al trono. En virtud de la Constitución hawaiana de 1864, si el soberano no nombraba sucesor, la cámara legislativa elegiría al nuevo rey.
Varios altos jefes se autoproclamaron candidatos al trono, incluyendo a Lunalilo. Su principal rival era un Gran Jefe de Kauaʻi, de nombre David Kalākaua. Lunalilo era el más popular de los dos candidatos. Era descendiente directo de un medio hermano del Rey Kamehameha I, lo que le convertía en primo del Rey Kamehameha V. Por este motivo, muchos pensaban que por derecho, el reino pertenecía a Lunalilo, puesto que era la única persona con mayor parentesco con Kamehameha V. La Princesa Bernice Pauahi Bishop, ya había dejado claro que no deseaba asumir el trono. Otra aspirante al trono era la Princesa Ruth Keʻelikōlani, hermanastra del Rey Kamehameha V y prima de la anterior. Era una de las favoritas entre los jefes hawaianos, ya que se mantenía fiel a las viejas costumbres hawaianas. Era gobernadora de Hawái y se negaba a hablar en inglés en la vida política, a pesar de que lo dominaba con fluidez. No obstante, sus orígenes eran demasiado controvertidos y pocos la consideraban "apropiada" para acceder al trono. Sólo quedaban Kalākaua y Lunalilo, siendo este último el favorito. Era tal la popularidad de Lunalilo que algunos pensaban que podía limitarse a entrar en Honolulu y autoproclamarse rey. Lunalilo, sin embargo, insistió en que se respetara la Constitución. Seis días después de la muerte del monarca, hizo público el siguiente mensaje:
"En tanto que es preferible consultar los deseos del pueblo hawaiano en lo que se refiere a la sucesión al trono, por este motivo...

   "A pesar de que según la ley para cuestiones de herencia, soy el heredero legítimo al trono, en aras de mantener la paz, la armonía y el buen orden, es mi deseo someter mi decisión a la voluntad del pueblo."
Lunalilo, a diferencia de su oponente, más conservador, quería reformar el Gobierno hawaiano y modificar la Constitución de modo que el gobierno fuera más democrático y diera al pueblo una mayor participación en la vida política del archipiélago.
Se decidió realizar una elección popular que diera al pueblo la oportunidad de que se escuchara su voz. No obstante, la Constitución confería a la asamblea legislativa el poder de decidir quién sería el próximo rey, por lo que sería de forma no oficial. Lunalilo instó a su pueblo a que votaran para que se oyera su voz.
La consulta popular tuvo lugar el 1 de enero de 1873 y Lunalilo se impuso logrando una mayoría aplastante. A la semana siguiente, la asamblea legislativa declaró de forma unánime a Lunalilo como nuevo Rey de Hawái. Se ha especulado que la razón por la que la votación fue unánime era que cada legislador tenía que firmar por detrás la papeleta con su nombre y temían ir contra los deseos del pueblo. La Reina Emma de Hawái relató después en una carta que cientos de hawaianos estaban dispuestos a "hacer pedazos" a todo aquel que se opusiera a Lunalilo (véase Potter y Kasdon, 1964).
La ceremonia de coronación de Lunalilo tuvo lugar el 9 de enero de 1873 en la Iglesia de Kawaiahaʻo. El patio de la iglesia estaba lleno hasta los topes, mientras que una multitud observaba desde fuera, haciendo gala de la enorme popularidad del nuevo rey.
Debido a la enorme popularidad de la que gozaba Lunalilo y gracias a que se convirtió en rey mediante un proceso democrático, se le conoce como "el Rey del Pueblo".

## Su reinado
Al tomar Lunalilo posesión como rey dio comienzo un importante cambio en la política gubernamental hawaiana. Su predecesor, el rey Kamehameha V, había dedicado su mandato a aumentar sus poderes e intentar reinstaurar la monarquía absoluta existente en tiempos de su abuelo, Kamehameha I. Lunalilo, sin embargo, prefirió dedicarlo a intentar que el Gobierno hawaiano fuera más democrático. Empezó por dirigir un escrito a la asamblea legislativa, en el que recomendaba que se modificara la Constitución. Quería deshacer algunos de los cambios llevados a cabo por su predecesor a través de la Constitución de 1864.
Por ejemplo, antes de 1864 la asamblea legislativa estaba compuesta de dos cámaras: la Cámara de los Nobles y la Cámara de Representantes. El rey elegía a los miembros de la Cámara de los Nobles, mientras que la Cámara de Representantes salía del voto popular. Durante el mandato del rey Kamehameha V, las dos cámaras se unieron en una. Lunalilo quería reinstaurar la asamblea legislativa bicameral. Del mismo modo, también quería añadir una disposición a la Constitución por la que el rey habría de incluir una explicación por escrito que acompañara a su derecho de veto cada vez que lo ejerciera. También deseaba que los miembros del Consejo de Ministros tuvieran derecho a ser escuchados en la Cámara de Representantes.
El monarca deseaba también mejorar la situación económica de Hawái. El reino se encontraba en un estado de depresión económica a causa del declive de la industria ballenera. El gremio de comerciantes le pidió al rey que contemplara la oportunidad que podía proporcionar el azúcar para mejorar la economía y recomendaron suscribir un tratado con EE. UU. que permitiera al azúcar hawaiano acceder a territorio estadounidense libre de impuestos. Para alcanzar semejante acuerdo, muchos pensaron que la Corona debería ofrecer a cambio la zona de Pearl Harbor a EE. UU.. Hubo mucha controversia al respecto, tanto con la asamblea legislativa como con el público. En vista del enfrentamiento, Lunalilo decidió retirar la propuesta.
Durante el reinado de Lunalilo se produjo un motín en el seno del pequeño Ejército hawaiano. Algunos de sus miembros se rebelaron contra el instructor y el ayudante de campo. El monarca se entrevistó con las tropas que participaron en el motín y les convenció de que depusieran las armas. Después de esto, el rey disolvió el Ejército. A partir de este momento, la Corona hawaiana no dispuso de Fuerzas Armadas hasta que el rey Kalākaua las restableció.

## Enfermedad y fallecimiento
El rey Lunalilo no gozó de buena salud durante su reinado. Tenía algunos malos hábitos; por ejemplo, era alcohólico. Aproximadamente al mismo tiempo en que se produjo el motín del Ejército, el monarca desarrolló una infección pulmonar. Con la esperanza de recuperarse, se trasladó a Kailua. Meses más tarde, el 3 de febrero de 1874, fallecería de tuberculosis. Su reinado duró apenas un año y un mes.
Lunalilo decidió no ser enterrado en el Mausoleo Real con los demás monarcas hawaianos, prefiriendo ser enterrado junto a sus padres en los terrenos de la Iglesia de Kawaiahaʻo.
Al igual que su predecesor, Lunalilo no nombró heredero alguno al trono. La asamblea legislativa votó que fuera David Kalākaua quien le sucediera como rey.

## Distinciones honoríficas
- Soberano Gran Maestre de la Real Orden de Kamehameha I (Reino de Hawái, 09/01/1873).[2]

## Ancestros
|  |                                                        |  |  |  |  |  |  |  |  |  |  |  |  |  |  |  |
|  | 8. Gran Jefe Kamakakaualiʻi                            |  |  |  |  |  |  |  |  |  |  |  |  |  |  |  |
|  |                                                        |  |  |  |  |  |  |  |  |  |  |  |  |  |  |  |
|  |                                                        |  |  |  |  |  |  |  |  |  |  |  |  |  |  |  |
|  | 4. Gran Jefe Eia                                       |  |  |  |  |  |  |  |  |  |  |  |  |  |  |  |
|  |                                                        |  |  |  |  |  |  |  |  |  |  |  |  |  |  |  |
|  |                                                        |  |  |  |  |  |  |  |  |  |  |  |  |  |  |  |
|  | 9. Gran Jefa Kapalaoa                                  |  |  |  |  |  |  |  |  |  |  |  |  |  |  |  |
|  |                                                        |  |  |  |  |  |  |  |  |  |  |  |  |  |  |  |
|  |                                                        |  |  |  |  |  |  |  |  |  |  |  |  |  |  |  |
|  | 2. Gran Jefe Charles Kanaʻina                          |  |  |  |  |  |  |  |  |  |  |  |  |  |  |  |
|  |                                                        |  |  |  |  |  |  |  |  |  |  |  |  |  |  |  |
|  |                                                        |  |  |  |  |  |  |  |  |  |  |  |  |  |  |  |
|  | 20. Gran Jefe Lalapamanu                               |  |  |  |  |  |  |  |  |  |  |  |  |  |  |  |
|  |                                                        |  |  |  |  |  |  |  |  |  |  |  |  |  |  |  |
|  |                                                        |  |  |  |  |  |  |  |  |  |  |  |  |  |  |  |
|  | 10. Gran Jefe Palila Nohomualani                       |  |  |  |  |  |  |  |  |  |  |  |  |  |  |  |
|  |                                                        |  |  |  |  |  |  |  |  |  |  |  |  |  |  |  |
|  |                                                        |  |  |  |  |  |  |  |  |  |  |  |  |  |  |  |
|  | 21. Gran Jefa Kahiliopua                               |  |  |  |  |  |  |  |  |  |  |  |  |  |  |  |
|  |                                                        |  |  |  |  |  |  |  |  |  |  |  |  |  |  |  |
|  |                                                        |  |  |  |  |  |  |  |  |  |  |  |  |  |  |  |
|  | 5. Gran Jefa Kauwa                                     |  |  |  |  |  |  |  |  |  |  |  |  |  |  |  |
|  |                                                        |  |  |  |  |  |  |  |  |  |  |  |  |  |  |  |
|  |                                                        |  |  |  |  |  |  |  |  |  |  |  |  |  |  |  |
|  | 22. Gran Jefe Kauhiapiʻiao                             |  |  |  |  |  |  |  |  |  |  |  |  |  |  |  |
|  |                                                        |  |  |  |  |  |  |  |  |  |  |  |  |  |  |  |
|  |                                                        |  |  |  |  |  |  |  |  |  |  |  |  |  |  |  |
|  | 11. Gran Jefa Moana                                    |  |  |  |  |  |  |  |  |  |  |  |  |  |  |  |
|  |                                                        |  |  |  |  |  |  |  |  |  |  |  |  |  |  |  |
|  |                                                        |  |  |  |  |  |  |  |  |  |  |  |  |  |  |  |
|  | 23. Gran Jefa Ilikiamoana                              |  |  |  |  |  |  |  |  |  |  |  |  |  |  |  |
|  |                                                        |  |  |  |  |  |  |  |  |  |  |  |  |  |  |  |
|  |                                                        |  |  |  |  |  |  |  |  |  |  |  |  |  |  |  |
|  | 1. Lunalilo de Hawái                                   |  |  |  |  |  |  |  |  |  |  |  |  |  |  |  |
|  |                                                        |  |  |  |  |  |  |  |  |  |  |  |  |  |  |  |
|  |                                                        |  |  |  |  |  |  |  |  |  |  |  |  |  |  |  |
|  | 24. Príncipe Keʻeaumoku Nui de la Isla de Hawái        |  |  |  |  |  |  |  |  |  |  |  |  |  |  |  |
|  |                                                        |  |  |  |  |  |  |  |  |  |  |  |  |  |  |  |
|  |                                                        |  |  |  |  |  |  |  |  |  |  |  |  |  |  |  |
|  | 12. Gran Jefe Keōua Kalanikupuapaʻikalaninui de Kohala |  |  |  |  |  |  |  |  |  |  |  |  |  |  |  |
|  |                                                        |  |  |  |  |  |  |  |  |  |  |  |  |  |  |  |
|  |                                                        |  |  |  |  |  |  |  |  |  |  |  |  |  |  |  |
|  | 25. Gran Jefa Kamakaʻimoku de Oʻahu                    |  |  |  |  |  |  |  |  |  |  |  |  |  |  |  |
|  |                                                        |  |  |  |  |  |  |  |  |  |  |  |  |  |  |  |
|  |                                                        |  |  |  |  |  |  |  |  |  |  |  |  |  |  |  |
|  | 6. Gran Jefe Kalaʻimamahu                              |  |  |  |  |  |  |  |  |  |  |  |  |  |  |  |
|  |                                                        |  |  |  |  |  |  |  |  |  |  |  |  |  |  |  |
|  |                                                        |  |  |  |  |  |  |  |  |  |  |  |  |  |  |  |
|  | 26. Gran Jefe Haʻae de Kohala                          |  |  |  |  |  |  |  |  |  |  |  |  |  |  |  |
|  |                                                        |  |  |  |  |  |  |  |  |  |  |  |  |  |  |  |
|  |                                                        |  |  |  |  |  |  |  |  |  |  |  |  |  |  |  |
|  | 13. Gran Jefa Kamakaeheikuli                           |  |  |  |  |  |  |  |  |  |  |  |  |  |  |  |
|  |                                                        |  |  |  |  |  |  |  |  |  |  |  |  |  |  |  |
|  |                                                        |  |  |  |  |  |  |  |  |  |  |  |  |  |  |  |
|  | 27. Gran Jefa Kalelemauliokalani                       |  |  |  |  |  |  |  |  |  |  |  |  |  |  |  |
|  |                                                        |  |  |  |  |  |  |  |  |  |  |  |  |  |  |  |
|  |                                                        |  |  |  |  |  |  |  |  |  |  |  |  |  |  |  |
|  | 3. Gran Jefa Miriam Auhea Kekāuluohi                   |  |  |  |  |  |  |  |  |  |  |  |  |  |  |  |
|  |                                                        |  |  |  |  |  |  |  |  |  |  |  |  |  |  |  |
|  |                                                        |  |  |  |  |  |  |  |  |  |  |  |  |  |  |  |
|  | 28. Gran Jefe Keawepoepoe de Kauaʻi                    |  |  |  |  |  |  |  |  |  |  |  |  |  |  |  |
|  |                                                        |  |  |  |  |  |  |  |  |  |  |  |  |  |  |  |
|  |                                                        |  |  |  |  |  |  |  |  |  |  |  |  |  |  |  |
|  | 14. Gran Jefe Keʻeaumoku Pāpaʻiahiahi de Kauaʻi        |  |  |  |  |  |  |  |  |  |  |  |  |  |  |  |
|  |                                                        |  |  |  |  |  |  |  |  |  |  |  |  |  |  |  |
|  |                                                        |  |  |  |  |  |  |  |  |  |  |  |  |  |  |  |
|  | 29. Gran Jefa Kūmaʻaikū                                |  |  |  |  |  |  |  |  |  |  |  |  |  |  |  |
|  |                                                        |  |  |  |  |  |  |  |  |  |  |  |  |  |  |  |
|  |                                                        |  |  |  |  |  |  |  |  |  |  |  |  |  |  |  |
|  | 7. Gran Jefa Kalākua Kaheiheimālie                     |  |  |  |  |  |  |  |  |  |  |  |  |  |  |  |
|  |                                                        |  |  |  |  |  |  |  |  |  |  |  |  |  |  |  |
|  |                                                        |  |  |  |  |  |  |  |  |  |  |  |  |  |  |  |
|  | 30. Gran Jefe Kekaulikenuiahumanu de Maui              |  |  |  |  |  |  |  |  |  |  |  |  |  |  |  |
|  |                                                        |  |  |  |  |  |  |  |  |  |  |  |  |  |  |  |
|  |                                                        |  |  |  |  |  |  |  |  |  |  |  |  |  |  |  |
|  | 15. Gran Jefa NāmāhānaʻiʻKaleleokalani de Maui         |  |  |  |  |  |  |  |  |  |  |  |  |  |  |  |
|  |                                                        |  |  |  |  |  |  |  |  |  |  |  |  |  |  |  |
|  |                                                        |  |  |  |  |  |  |  |  |  |  |  |  |  |  |  |
|  | 31. Gran Jefa Haʻaloʻu de Kohala                       |  |  |  |  |  |  |  |  |  |  |  |  |  |  |  |
|  |                                                        |  |  |  |  |  |  |  |  |  |  |  |  |  |  |  |
|  |                                                        |  |  |  |  |  |  |  |  |  |  |  |  |  |  |  |

| Predecesor: Kamehameha V | Rey de Hawái 1873 - 1874 | Sucesor: Kalākaua |